# Francis Dougan
Francis McAnally Dougan (* 8. September 1972 in Lanark) ist ein schottischer römisch-katholischer Geistlicher und Bischof von Galloway.

## Leben
Francis Dougan erlangte zuerst einen Abschluss im Fach Rechtswissenschaft und später ein Lizenziat im Fach Kanonisches Recht. Am 27. Juni 2001 empfing er das Sakrament der Priesterweihe für das Bistum Motherwell.
Dougan war nach der Priesterweihe zunächst als Pfarrvikar der Pfarrei Our Lady and St. Anne in Hamilton und als Kaplan an der dortigen Holy Cross High School tätig, bevor er 2006 Vizerektor des Päpstlichen Schottischen Kollegs in Rom wurde. Nach der Rückkehr in seine Heimat wirkte er von 2013 bis 2021 als Pfarrer der Pfarreien St. Mark und St. Anthony in Rutherglen sowie als Kaplan an der Trinity High School in Hamilton. Ab 2021 war er Pfarrer der Pfarrei Our Lady of Lourdes in East Kilbride sowie Kaplan am dortigen Hairmyres General Hospital und an der dortigen St. Andrew’s and St. Bride’s High School. Neben seiner Tätigkeit in der Pfarrseelsorge fungierte Dougan ab 2013 zusätzlich als Berater und ab 2017 als Vizeoffizial am interdiözesanen Kirchengericht der schottischen Bistümer. Ferner war er ab 2017 auch Offizial des Bistums Motherwell.
Am 22. Dezember 2023 ernannte ihn Papst Franziskus zum Bischof von Galloway. Der Erzbischof von Saint Andrews und Edinburgh, Leo Cushley, spendete ihm am 9. März 2024 in der Kirche St. Peter in Chains in Ardrossan die Bischofsweihe; Mitkonsekratoren waren der Erzbischof von Glasgow, William Nolan, und der Bischof von Motherwell, Joseph Anthony Toal. Dougan wählte den Wahlspruch Quench not the wavering frame („Lösche den schwankenden Rahmen nicht aus“). Die Amtseinführung erfolgte am 10. März 2024.